# 石崎義人
石崎 義人（いしざき よしひと、1982年3月3日 - ）は、日本のプロボクサー。兵庫県明石市出身。

## 来歴

### アマチュア時代
2006年、全日本ボクシング選手権大会にてフライ級で優勝を果たした。

### プロ時代
2011年8月4日、日本スーパーフライ級タイトルマッチで王者の佐藤洋太（協栄）と対戦し、0-3の判定負けを喫した。
2012年3月3日、神戸市立中央体育館でOPBF東洋太平洋スーパーフライ級タイトルマッチで王者の赤穂亮（横浜光）と対戦し、、0-2の僅差判定で敗れた。
2013年10月19日、後楽園ホールで戸部洋平（三迫）とスーパーフライ級8回戦で対戦し、、5回3分2秒TKO負けを喫した。

## 戦績
- アマチュアボクシング：90戦65勝（17KO）25敗
- プロボクシング：16戦9勝（4KO）6敗1分

| 戦           | 日付           | 勝敗 | 時間    | 内容     | 対戦相手                         | 国籍     | 備考                                         |
| ------------ | -------------- | ---- | ------- | -------- | -------------------------------- | -------- | -------------------------------------------- |
| 1            | 2008年8月2日   | ☆    | 6R      | 判定3-0  | 板垣幸司（広島三栄）             | 日本     | プロデビュー戦                               |
| 2            | 2008年12月14日 | ☆    | 5R      | TKO      | 中村優一（正拳）                 | 日本     |                                              |
| 3            | 2009年4月12日  | ☆    | 1R      | KO       | トンチャイ・ポープエンルアンポン | タイ     |                                              |
| 4            | 2009年8月1日   | ☆    | 8R      | 判定3-0  | 佐藤靖明（西遠）                 | 日本     |                                              |
| 5            | 2010年3月6日   | ☆    | 7R      | TKO      | 小野心（花形）                   | 日本     |                                              |
| 6            | 2010年6月24日  | ★    | 6R      | 判定0-3  | 吉田拳畤（ワタナベ）             | 日本     |                                              |
| 7            | 2010年12月17日 | ☆    | 1R      | TKO      | 川口勝太（オール）               | 日本     |                                              |
| 8            | 2011年6月24日  | △    | 3R      | 負傷引分 | 菊井徹平（花形）                 | 日本     |                                              |
| 9            | 2011年8月4日   | ★    | 10R     | 判定0-3  | 佐藤洋太（協栄）                 | 日本     | 日本スーパーフライ級タイトルマッチ           |
| 10           | 2011年12月17日 | ★    | 8R      | 判定0-3  | ジョニー・ガルシア               | メキシコ |                                              |
| 11           | 2012年3月3日   | ★    | 12R     | 判定0-2  | 赤穂亮（横浜光）                 | 日本     | OPBF東洋太平洋スーパーフライ級タイトルマッチ |
| 12           | 2012年12月24日 | ☆    | 8R      | 判定3-0  | 鈴木優作（アポロ）               | 日本     |                                              |
| 13           | 2013年4月23日  | ★    | 8R      | 判定1-2  | 大塚隆太（18鴻巣）               | 日本     |                                              |
| 14           | 2013年7月1日   | ☆    | 6R      | 判定2-0  | 野崎雅光（八王子中屋）           | 日本     |                                              |
| 15           | 2013年10月19日 | ★    | 5R 3:02 | TKO      | 戸部洋平（三迫）                 | 日本     |                                              |
| 16           | 2014年4月13日  | ☆    | 8R      | 判定2-1  | 木原涼太（グリーンツダ）         | 日本     |                                              |
| テンプレート |                |      |         |          |                                  |          |                                              |

## 獲得タイトル
アマチュア
- 2006年度全日本選手権フライ級優勝